# Enquadernació en alçat
L'enquadernat en alçat és una tècnica d'enquadernació en la que en el quadernet que volem enquadernar totes les seves pàgines estan muntades unes sobre de les altres, formant un ordre establert necessari per formar la revista o el pleg o quadernet (l'ordre de la numeració de les pàgines.) En general els quadernets van cosits amb un filferro. Aquesta tècnica d'enquadernació, té la possibilitat de fer-se amb una màquina automàtica, de forma manual o amb una màquina "semimanual" denominada alçadora.